# Groupe corallien méridional
Le groupe corallien méridional, en anglais Southern Coral Group, est un archipel des Seychelles baigné par l'océan Indien.

## Géographie
Le groupe corallien méridional est situé dans l'Est des Seychelles et le Nord-Est des îles Extérieures. Il est qualifié de « méridional » car l'île principale du pays, Mahé, est située à 135 et 300 kilomètres au nord des deux îles coralliennes qui composent cet archipel. Il s'agit de l'île Platte au nord et de Coëtivy au sud séparées par 171 kilomètres, Coëtivy étant la plus méridionale. Couvertes d'une végétation tropicale, elles sont entourées par des récifs coralliens, notamment vers le sud-ouest.
| Nom                         | Superficie (km2) | Population | Densité (hab/km2) |
| --------------------------- | ---------------- | ---------- | ----------------- |
| Coëtivy                     | 9,31             | 250        | 26,85             |
| Île Platte                  | 0,65             | 3          | 4,61              |
| Groupe corallien méridional | 9,96             | 253        | 25,4              |

## Démographie
L'île Platte et Coëtivy sont habitées toutes les deux avec respectivement trois et 250 habitants.

## Revendications
Maurice revendique la souveraineté sur le groupe corallien méridional.

## Référence
- (en) Cet article est partiellement ou en totalité issu de l’article de Wikipédia en anglais intitulé « Southern Coral Group » (voir la liste des auteurs).